# 弗朗科尔尚
弗朗科尔尚（法語：Francorchamps，法語發音：[fʁɑ̃kɔʁʃɑ̃]）是比利时列日省斯塔沃洛的一个片区。弗朗科尔尚原为一独立市镇，1977年，弗朗科尔尚并入斯塔沃洛，成为了斯塔沃洛的一个片区。著名的斯帕-弗朗科尔尚赛道即以该地命名。

## 友好城市
- 法國 波马尔